# شهرستان ماریون (ویرجینیای غربی)
شهرستان ماریون، ویرجینیای غربی (به انگلیسی: Marion County, West Virginia) یک شهرستان در ایالات متحده آمریکا است که در ویرجینیای غربی واقع شده‌است.

## خصوصیات
شهرستان ماریون ۸۰۸٫۰۸ کیلومترمربع مساحت دارد.